# Hafniaceae
Hafniaceae es una familia de bacterias gramnegativas del orden Enterobacterales. Fue descrita en el año 2016. Consiste en bacterias anaerobias facultativas. Algunos géneros son móviles por flagelación perítrica. 

## Taxonomía
Actualmente existen tres géneros clasificados dentro de esta familia:
- Edwardsiella
  - Edwardsiella anguillarum
  - Edwardsiella hoshinae
  - Edwardsiella ictaluri
  - Edwardsiella piscicida
  - Edwardsiella tarda
- Hafnia
  - Hafnia alvei
  - Hafnia paralvei
  - Hafnia psychrotolerans
- Obesumbacterium
  - Obesumbacterium proteus